# João Cabral
João Cabral (1599-4 de julio de 1669) fue un explorador portugués como parte de su rol como misionero jesuita, junto con Estêvão Cacella, fueron los primeros europeos en entrar en Bután en 1627. Al año siguiente, se convirtió en el primer europeo en visitar el vecino Nepal y la región de Sikkim en la India. 
Cabral nació en Celorico da Beira, en 1599. En 1615 ingresó en la Compañía de Jesús, y el 5 de septiembre de 1626 partió hacia las mesetas tibetanas con la esperanza de encontrar el mítico reino de Shambala y difundir la fe cristiana. Luego regresó a la India y continuó su carrera misionera en Malaca, Macao y Japón.